# Mário Rolla
Mário Rolla foi um político brasileiro do estado de Minas Gerais. Atuou como deputado estadual em Minas Gerais na 4ª legislatura (1959-1963), como suplente.